# Universitat de Picardia Jules Verne
La Universitat de Picardia Jules Verne (Université de Picardie Jules Verne en francès) és una universitat pública francesa amb seu principal a Amiens, a la regió dels Alts de França.

## Història
Fins als anys seixanta no hi va haver cap universitat a la Picardia, i els estudiants picards havien de marxar a altres ciutats per aconseguir una llicència o doctorat; sovint anaven a Lilla o París, i en algunes ocasions a Rouen.
Tanmateix, hi havia quatre establiments d'ensenyament superior no universitari: una escola nacional de medicina i farmàcia, una de dret, una de lletres i un col·legi universitari de ciències. A més de no oferir estudis en un gran nombre de disciplines, aquestes escoles no oferien la totalitat dels cicles formatius. Davant aquesta situació, un decret del 17 de desembre del 1970 va crear la Universitat de Picardia. Tanmateix, algunes de les facultats (ciències, medicina, lletres, ciències humanes, dret i economia) ja existien des de feia uns quants anys, i operaven amb el nom d'Université d'Amiens.
Per al primer rector de la Universitat, Robert Mallet, era molt important que la universitat adquirís i conservés el nom d'Universitat de Picardia. Alguns establiments superiors van oposar-s'hi argumentant que la universitat no podria autoproclamar-se entitat d'estudis superiors "única" de la Picardia.
Els anys setanta i vuitanta van ser testimonis d'una gran diversificació en l'oferta educativa de la universitat, que va arribar a tenir facultats de gairebé totes les disciplines (les ciències polítiques són l'excepció més notable).
L'any 1991, la universitat va canviar el seu nom per retre homenatge al cèlebre escriptor Jules Verne, que tot i néixer a Nantes va passar molts anys a Amiens i la seva figura va quedar molt lligada a la ciutat. Durant la dècada dels anys noranta, l'expansió de la universitat va ser més geogràfica que educativa, amb l'obertura de noves facultats a ciutats com Laon o Beauvais.
Al llarg dels últims anys, la Universitat de Picardia també ha atret un cert nombre d'estudiants de regions veïnes com l'Alta Normandia, el Nord-Pas-de-Calais o fins i tot alguns dels departaments propers a París.

## Curiositats

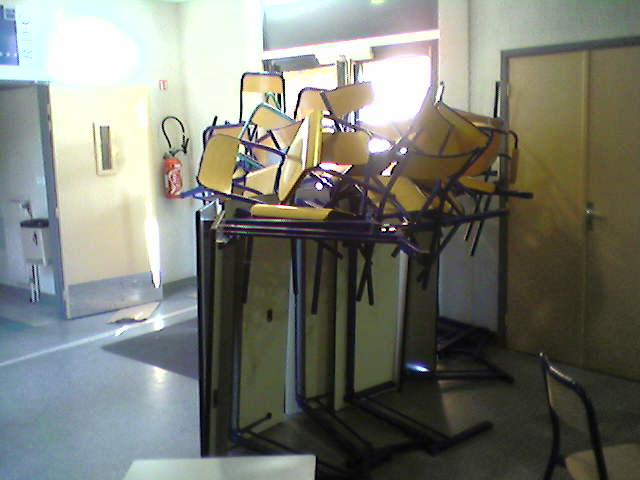
Una de les barricades instal·lades per alguns estudiants en vaga durant el bloqueig de facultats de finals de l'any 2007.

- És una de les universitats franceses amb lectorat de català, gràcies a un acord amb la Universitat de Castelló.
- A causa de la gran influència dels sindicats estudiants, les vagues estudiants i bloquejos de facultats solen ser especialment llargs a la Universitat de Picardia.
- Tot i que els habitatges d'estudiants es troben literalment a l'altra banda del carrer del campus, es troben en una població diferent: estan a Salouël, mentre que el campus està a Amiens.